# Nata per me/Non essere timida
Nata per me/Non essere timida è un singolo di Adriano Celentano pubblicato in Italia nel 1961.

## Tracce
Lato A
1. Nata per me – 2:40 (testo: Michele Del Prete, Mogol – musica: Alessandro Celentano)

Lato B
1. Non essere timida – 2:30 (testo: Michele Del Prete – musica: Irwin Levine)

## I brani
Nata per me è un brano presentato a Canzonissima nel 1961 dove si classificò al secondo posto (dopo "Bambina bambina" di Tony Dallara); è una canzone con cui Celentano si allontana dal rock per accostarsi a un filone più melodico; raggiunse la prima posizione in classifica per 14 settimane.
Il lato B è Non essere timida con testo di Miki Del Prete e Piero Leonardi (che si firma C.Deani) su musica di Irvin Levine e Bob Brass.
I brani sono contenuti anche nell'album A New Orleans del 1963.